# Colorado Kid
Colorado Kid es una novela de misterio escrita por Stephen King para la editorial Hard Case Crime, publicada en 2005. En un comienzo, el libro se publicó solamente en edición de bolsillo. La narrativa en tercera persona trata de la investigación del cuerpo de un hombre no identificado encontrado en una pequeña isla frente a la costa de Maine. A falta de cualquier identificación, pista o evidencia, el caso no llega más que a callejones sin salida. Después de un año el hombre es identificado, pero todavía las preguntas más importantes siguen sin poder ser respondidas. Dos miembros del personal del diario de la isla mantienen su fascinación con el caso durante mucho tiempo, y 25 años después usan la misteriosa historia para trabar amistad y poner a prueba la capacidad de investigación de una reportera novata pasante de postgrado.
Colorado Kid fue la primera novela de Stephen King publicada tras finalizar la serie La Torre Oscura.
Una serie de televisión inspirada en Colorado Kid, titulada Haven, salió al aire en Syfy el 9 de julio de 2010.

## Sinopsis
En una isla de las costas de Maine, un hombre es encontrado muerto. No hay identificación de su cuerpo. Solo el esforzado trabajo de un par de periodistas locales y de un graduado en medicina forense logra descubrir algunas pistas para, después de un año, saber quién es el muerto. Pero es aquí donde comienza el misterio. Porque cuanto más descubren del hombre y de la extrañas circunstancias de su muerte, menos comprenden. ¿Se trata de un crimen imposible? ¿O algo todavía más extraño...? 
Con ecos de El halcón maltés de Dashiell Hammett y de la obra de Graham Greene, Stephen King presenta un relato sorprendente y conmovedor, cuyo tema es nada menos que la naturaleza del propio misterio.

## Personajes
- Dave Bowie: De 65 años, el editor del The Weekly Islander, el diario de pequeña circulación de la isla de Moose-Lookit, algunas islas cercanas y algunas comunidades en tierra.
- Stephanie McCann: Estudiante de postgrado de la Universidad de Ohio, de 22 años, en prácticas de verano en el Islander. Sus tareas en el diario consisten en avisos publicitarios y columnas de arte. A pesar de tener que luchar en un principio contra la forma de hablar y la vida tranquila de los habitantes de isla, poco a poco Stephanie se va aficionando con el personal del diario y descubre que ellos tienen lecciones únicas y muy importantes sobre el periodismo para ella.
- Vince Teague: De 90 años, el fundador del Islander, quien transformó al periódico del Weekly Shopper and Trading Post en 1948.
- Colorado Kid: Cuerpo no identificado encontrado en 1980 en la playa de Hammock, vistiendo pantalones grises y una camisa blanca. Con un pequeño pedazo de carne en su boca y un paquete de cigarrillos casi entero en su bolsillo, parece no haber ninguna pista sobre su identidad, o de cómo llegó a Moose-Lookit.